# Myotis nigricans
Myotis nigricans (Schinz, 1821) è un pipistrello della famiglia dei Vespertilionidi diffuso nell'America centrale e meridionale.

## Descrizione

### Dimensioni
Pipistrello di piccole dimensioni, con la lunghezza della testa e del corpo tra 39 e 52 mm, la lunghezza dell'avambraccio tra 33 e 38 mm, la lunghezza della coda tra 28 e 39 mm, la lunghezza del piede tra 6 e 9 mm, la lunghezza delle orecchie tra 10 e 13 mm e un peso fino a 6 g.

### Aspetto
La pelliccia è lunga, soffice, densa e setosa. Le parti dorsali sono grigio-brunastro scuro, con le punte dei peli marroni scure, mentre le parti ventrali sono simili al dorso, con le punte dei peli giallo-brunastre. Il muso è nerastro. Le orecchie sono lunghe, strette e con la punta arrotondata. Il trago è lungo quanto la metà del padiglione auricolare, stretto, affusolato e con un piccolo lobo rotondo alla base. Le membrane alari sono bruno-nerastre e attaccate posteriormente alla base delle dita del piede. I piedi sono piccoli. La coda è lunga ed inclusa completamente nell'ampio uropatagio. Il calcar è lungo e con una piccola carenatura. Il cariotipo è 2n=44 FNa=50.

## Biologia

### Comportamento
Si rifugia nelle cavità degli alberi,  nei crepacci e negli edifici. Forma grandi colonie di qualche migliaio di individui, strutturate in piccoli gruppi di femmine con i piccoli, mentre i maschi tendono a rimanere solitari. L'attività predatoria inizia al tramonto e solitamente non tornano ai siti prima dell'alba.

### Alimentazione
Si nutre di insetti, in particolare falene, catturate in prossimità di corsi d'acqua. La presenza di semi non digeriti in alcuni escrementi fa supporre anche una dieta frugivora occasionale.

### Riproduzione
A Panama le nascite avvengono in febbraio, dopo una gestazione di circa 60 giorni. Solitamente appare un secondo estro post-parto con un picco delle nascite tra aprile e maggio e agosto. I periodi riproduttivi coincidono con l'abbondanza di insetti. Diventano adulti dopo 5-6 settimane di vita.

## Distribuzione e habitat
Questa specie è diffusa dagli stati messicani di Nayarit e Tamaulipas, attraverso l'America centrale fino all'Argentina settentrionale e il Paraguay. È inoltre presente su Trinidad e alcune delle Piccole Antille
Vive nelle foreste decidue secche fino a 2.240 metri di altitudine.

## Tassonomia
Sono state riconosciute 4 sottospecie:
- M.n.nigricans: dal Belize e Guatemala, attraverso tutta l'America centrale e meridionale fino all'Argentina settentrionale, Paraguay e Bolivia orientale; Trinidad, Grenada, Montserrat;
- M.n.carteri (LaVal, 1973): stati messicani occidentali di Nayarit e Jalisco;
- M.n.extremus (Miller & G. M. Allen, 1928): Messico orientale e meridionale, dal Tamaulipas al Chiapas e Penisola dello Yucatán;
- M.n.osculatii (Cornalia, 1849): Altopiani andini di Colombia, Ecuador e Perù.

La popolazione dell'isola di Tobago è stata trasferita nel 2017 ad una nuova specie, M.attenboroughi.

## Conservazione
La IUCN Red List, considerato il vasto areale, la popolazione presumibilmente numerosa, la presenza in diverse aree protette e la tolleranza alle modifiche ambientali, classifica M.nigricans come specie a rischio minimo (Least Concern).